# Oncorhynchus gilae
Oncorhynchus gilae је зракоперка из реда Salmoniformes и фамилије Salmonidae. 

## Угроженост
Ова врста се сматра угроженом.

## Распрострањење
Сједињене Америчке Државе су једино познато природно станиште врсте.

## Станиште
Станиште врсте су слатководна подручја.